# Before Everything & After
Before Everything & After es el sexto álbum de estudio del grupo estadounidense de punk rock MxPx. Fue lanzado el 16 de septiembre de 2003 por A&M Records y cuenta con diecisiete pistas, incluido el sencillo «Everything Sucks (When You're Gone)».

## Antecedentes
En mayo y junio de 2003, el grupo apoyó a Good Charlotte y New Found Glory en el Honda Civic Tour. Entre finales de agosto y principios de octubre, el grupo apoyó a Dashboard Confessional en su gira por Estados Unidos. «Everything Sucks (When You're Gone)» fue lanzado por radio el 9 de septiembre de 2003. En enero y febrero de 2004, la banda se embarcó en una gira por los Estados Unidos junto con Simple Plan. Fueron apoyados por Sugarcult, Motion City Soundtrack y Billy Talent.
El álbum logró la posición más alta de la banda en la lista musical Billboard 200, alcanzando el puesto número 51.

## Lista de canciones
Todas las canciones fueron escritas por Mike Herrera y arregladas por MxPx.

| CD    |                                                               |          |  |
| N.º   | Título                                                        | Duración |  |
| 1.    | «Before»                                                      | 0:20     |  |
| 2.    | «Play It Loud» (feat. Halo Friendlies)                        | 3:18     |  |
| 3.    | «Well Adjusted»                                               | 3:39     |  |
| 4.    | «It's Alright» (feat. Benji Madden de Good Charlotte)         | 3:00     |  |
| 5.    | «Brokenhearted» (feat. Kris Roe de The Ataris)                | 2:10     |  |
| 6.    | «First Day of the Rest of Our Lives»                          | 3:00     |  |
| 7.    | «Everything Sucks (When You're Gone)»                         | 2:55     |  |
| 8.    | «Quit Your Life»                                              | 3:35     |  |
| 9.    | «More Everything»                                             | 2:51     |  |
| 10.   | «Kings of Hollywood» (feat. Jordan Pundik de New Found Glory) | 3:39     |  |
| 11.   | «The Capitol»                                                 | 2:50     |  |
| 12.   | «On the Outs» (feat. Benji Madden de Good Charlotte)          | 3:10     |  |
| 13.   | «Don't Walk Away»                                             | 3:59     |  |
| 14.   | «You Make Me, Me»                                             | 3:05     |  |
| 15.   | «You're Not Alone» (feat. Jordan Pundik de New Found Glory)   | 3:40     |  |
| 16.   | «After»                                                       | 1:43     |  |
| 47:04 |                                                               |          |  |

| Bonus track - Japón |                 |          |  |
| N.º                 | Título          | Duración |  |
| 17.                 | «Family Affair» | 3:57     |  |

## Créditos
| MxPx - Mike Herrera – bajo, voz - Tom Wisniewski – guitarra, voz - Yuri Ruley – batería, percusión Músicos adicionales - Jordan Pundik (New Found Glory) – coros - Benji Madden (Good Charlotte) – coros - Kris Roe (The Ataris) – coros - Steve Duda – teclados - Phil Shenale – teclados, arreglos de cuerdas - Brian Hall – guitarra técnica | Producción - Ron Fair – productor ejecutivo - Dave Jerden – productor, mezclas - Annette Cisneros – ingeniero - George Marino – masterización - Tom Lord-Alge – mezclas - Chris Lord-Alge – mezclas - Ben Grosse – mezclas - Elan Trujillo – asistente - F. Scott Schafer – fotografía - Marc Rhea – técnico de estudio |

## Posicionamiento en listas
| Lista (2003)                   | Mejor posición |
| ------------------------------ | -------------- |
| Estados Unidos (Billboard 200) | 51             |

## Historial de lanzamiento
| País   | Fecha                    | Formato | Sello       |
| ------ | ------------------------ | ------- | ----------- |
| Varios | 16 de septiembre de 2003 | CD      | A&M Records |